# On the Loose (Europe)
On the Loose è un brano degli Europe scritto dal frontman della band Joey Tempest, ed anche un EP pubblicato per la prima volta nell'aprile 1985, come colonna sonora dell'omonimo cortometraggio (32 min.) uscito nello stesso anno.
L'unico singolo che verrà estratto dall' EP (circa un mese prima della sua pubblicazione) sarà Rock the Night.
In seguito il brano (così come Rock the Night) verrà riarrangiato ed interamente re-inciso per essere incluso nel terzo album del gruppo "The Final Countdown", del 1986.

## Tracce
Testi di Joey Tempest.
1. Rock the Night – 4:09
2. On the Loose – 2:34
3. Broken Dreams – 4:23

## Formazione
- Joey Tempest - voce (in tutte le tracce); basso, chitarra, tastiere e drum machine nelle tracce 2 e 3.
- John Norum - chitarra (nelle tracce 1 e 2)
- John Levén - basso (nella traccia 1)
- Mic Michaeli - tastiere (nella traccia 1)
- Ian Haugland - batteria (nella traccia 1)